# 564. grenadirski polk (Wehrmacht)
564. grenadirski polk (izvirno nemško 564. Grenadier-Regiment; kratica 564. GR) je bil pehotni polk Heera v času druge svetovne vojne.

## Zgodovina
Polk je bil ustanovljen marca 1945 s preimenovanjem 564. grenadirskega šolskega polka in dodeljen 154. pehotni diviziji.